# 世界新教育連盟
世界新教育連盟（せかいしんきょういくれんめい、英：New Education Fellowship）は、第一次世界大戦後の平和主義と国際主義を基とする民間の教育に関する国際組織であり、当時の同様の組織の中では組織力、組織範囲、継続性に関して群を抜いたものであった。設立者は、神智学教育同胞会の事務局長であったベアトリス・エンソアである。教育における国際ネットワークづくりの先駆的役割をはたした。人種、宗教、国家の枠組みを超えた共同を目指してユネスコ設立に大きな影響を与えており、国際新教育協会会長であった小林澄兄は「ユネスコ設立の産婆役を担った」と述べている。1920年代は広汎な範囲で国際的な教育情報の交換を可能にし、活性化したという点で真にフォーラムとして機能した。
英語名はもと New Education Fellowship (NEF、新教育連盟) だったが、1966年イギリスのチチェスターの国際会議で、世界教育連盟（World Education Fellowship：WEF - 読みは「ウェフ」) と改名した。

## 歴史

### 発足
発足は、1921年、カレー（フランス）における新教育国際会議（テーマは「子どもの創造的自己表現」）においてである。本部はロンドンに置かれた。発起人のベアトリス・エンソア（イギリス）、エリザベート・ロッテン（スイス）、アドルフ・フェリエール（de:Adolphe Ferrière、スイスのフランス語圏の指導者）、ニイル、ドクロリーなど当時の著名な教育者が連盟の代表に名を連ね、回を重ねるごとにユンク、ブーバー、アドラー、モンテッソーリ、ピアジェ、ワロン、バドレー、ランジュバン、デューイ、ヘレン・パーカスト、タゴール、ラーダクリシュナン、ヴェーニガー、ウォシュバーン、キルパトリック、アンナ・フロイトなど著名な教育者、心理学者、哲学者たちが集まった。野口援太郎や下中彌三郎、小林澄兄、羽仁もと子、小原國芳など多くの教育者が参加しており、ずば抜けた組織力を持っていた。ベアトリス・エンソアが神智学教育同胞会事務局長であったこともあり、初期には同会関係者が多かった。教育学者の岩間浩は、神智学教育同胞会は新教育連盟の母体ともいえるものであり、近代神智学の「あらゆる偉大な宗教は人類共通の高度な霊的世界に源を持つという思想」を根幹としており、その伝統は新教育連盟、さらにユネスコ憲章に受け継がれていると述べている。
雑誌『新時代』（The New Era）が、世界新教育連盟の機関誌として創刊され、ベアトリス・エンソアが編集を担当し、A・S・ニールも一時それを手伝った。ニイルは、1921年当時ドレスデンの近郊のヘレラウに調査旅行にでていて、のちにサマーヒル・スクールの名で知られる著名な学校を創立する。この雑誌は、国際的な新教育の発展に大きな影響を及ぼした。
国際会議は、1923年にモントルー、1925年にハイデルベルク、1927年にロカルノ、1929年にヘルシンゲル（デンマーク）、1932年にはニースで開催され、世界各国からの参加者を集め成果を収めた。これらの会議の参加者の中には、マルティン・ブーバー、オヴィド・ドクロリ、ジョン・デューイ、パウル・ゲヘープ、マリア・モンテッソーリ、ヘレン・パーカースト、ハンナ・モイター（de:Hanna Meuter、ニース会議での講演者）、ジャン・ピアジェ、そしてペーター・ペーターゼン(de:Peter Petersen (Pädagoge))のような人達がいる。ドイツ語圏部門、教育の刷新のための国際的な活動グループの発足のために、エリザベス・ロッテンとカール・ヴィルカーが尽力し、ロッテンは、ドイツ語の機関誌「変わりゆく世界」（Das Werdende Zeitalter）の編集長になった。

### ドイツ部門
ハイデルベルク会議が大きな国際的成功を遂げた後、ドイツ部門は、1931年に「世界新教育連盟」（Weltbund für Erneuerung in der Erziehung、WEE）の名で正式に設立された。エーリヒ・ヴェニガー(de:Erich Weniger)が会長に就任し、ドイツの文化大臣の職にあったカール・ハインリヒ・ベッカー（ベルリン、de:Carl Heinrich Becker）、ユリウス・ゲープハルト（ハイデルベルク、de:Julius Gebhard）、ロベルト・ウーリッヒ（ドレスデン）、レオ・ヴァイスマンテル（マルクブライト/M.）が理事としてそれを支えた。1933年以降は、ナチスの独裁政権のもとで、ドイツでもヨーロッパでも活動は鳴りを潜めたが、それ以外の国々では活動は継続された。1945年以降、初めてイギリスやアメリカ合衆国との接触が再開した。
1951年エリザベス・ロッテンの提唱で、世界新教育連盟のドイツ部門が、ユンゲンハイム（ベルクシュトラーセ）で再び設立され、フランツ・ヒルカーを会長に選出した。この時の理事の1人に、ヘルマン・レールス(de:Hermann Röhrs)も加わっている。